# Петров, Пётр (легкоатлет)
Пётр Петров (болг. Петър Николов Петров; род. 17 февраля 1955, Свиштов, Великотырновская область) — болгарский спринтер, призёр чемпионатов Европы, бронзовый призёр летних Олимпийских игр 1980 года в Москве, участник двух Олимпиад.

## Карьера
В 1973 году в Дуйсбурге стал дважды серебряным призёром чемпионата Европы среди юниоров в беге на 100 и 200 метров. В 1977 году занял второе место на Универсиаде в Софии в беге на 100 метров. В 1976 и 1979 годах становился бронзовым призёром чемпионатов Европы в помещении в беге на 60 метров, а в 1978 году — серебряным призёром.
В 1976 году на летней Олимпиаде в Монреале Петров выступал в беге на 100 и 200 метров. В первой дистанции Петров занял 8-е место, а во второй не попал в финал соревнований.
Через четыре года в Москве Петров стал бронзовым призёром в беге на 100 метров с результатом 10,39 с и не попал в финал в беге на 200 метров. В эстафете 4×100 метров сборная Болгарии заняла 6-е место.